# Ghino Venturi

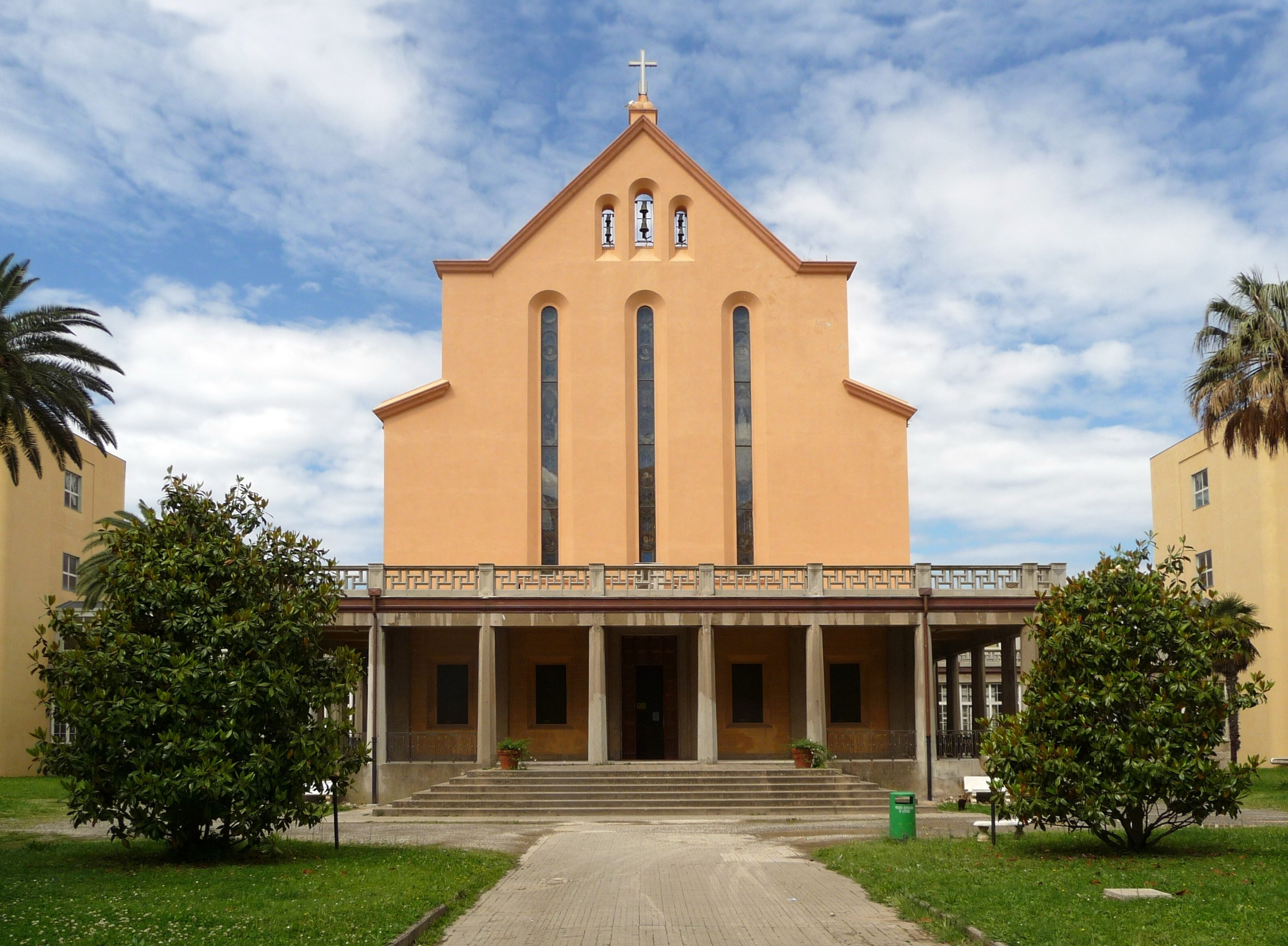
Cappella degli Spedali Riuniti, Livorno

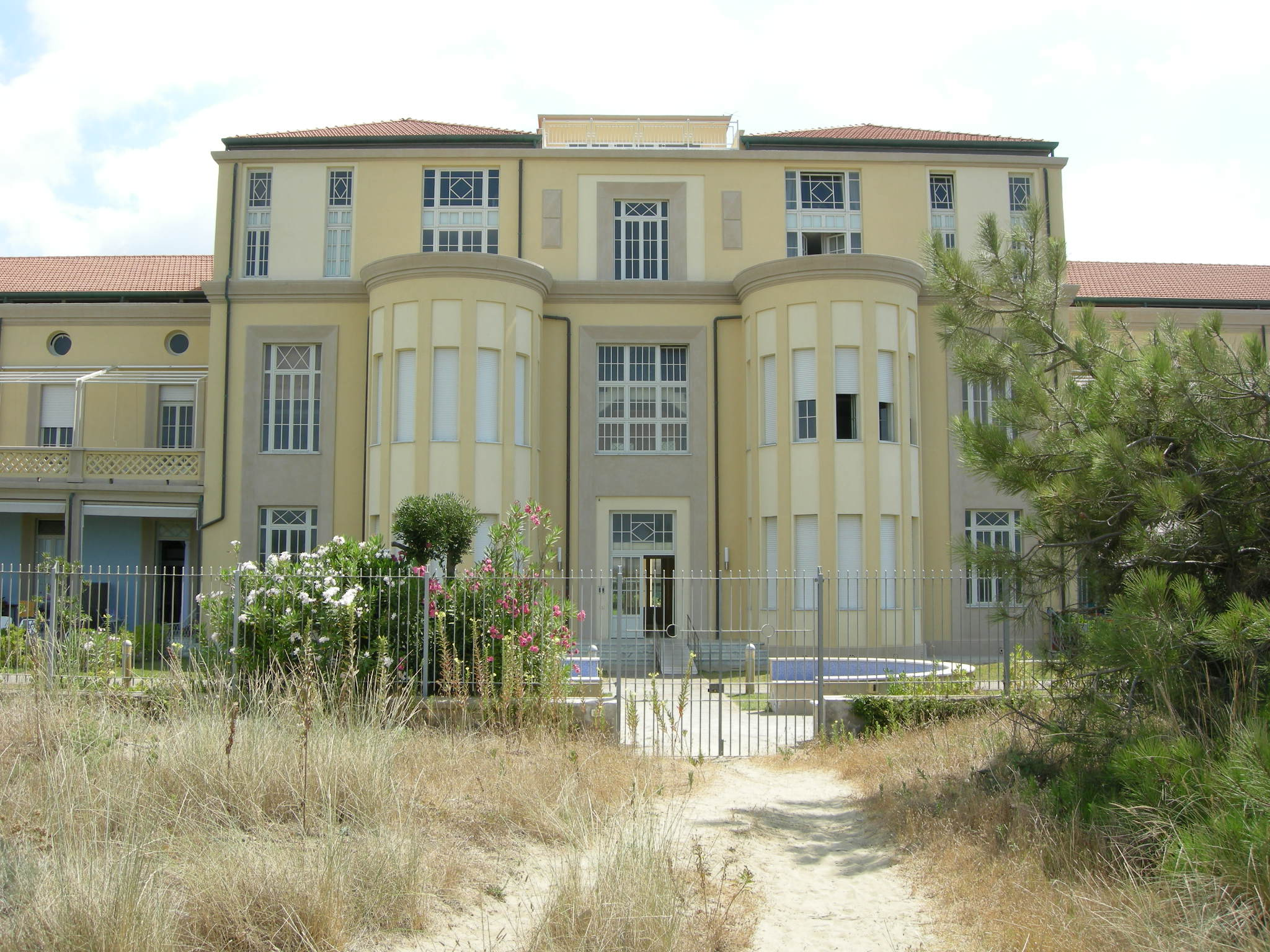
Colonia Regina Elena, Calambrone (Pisa)

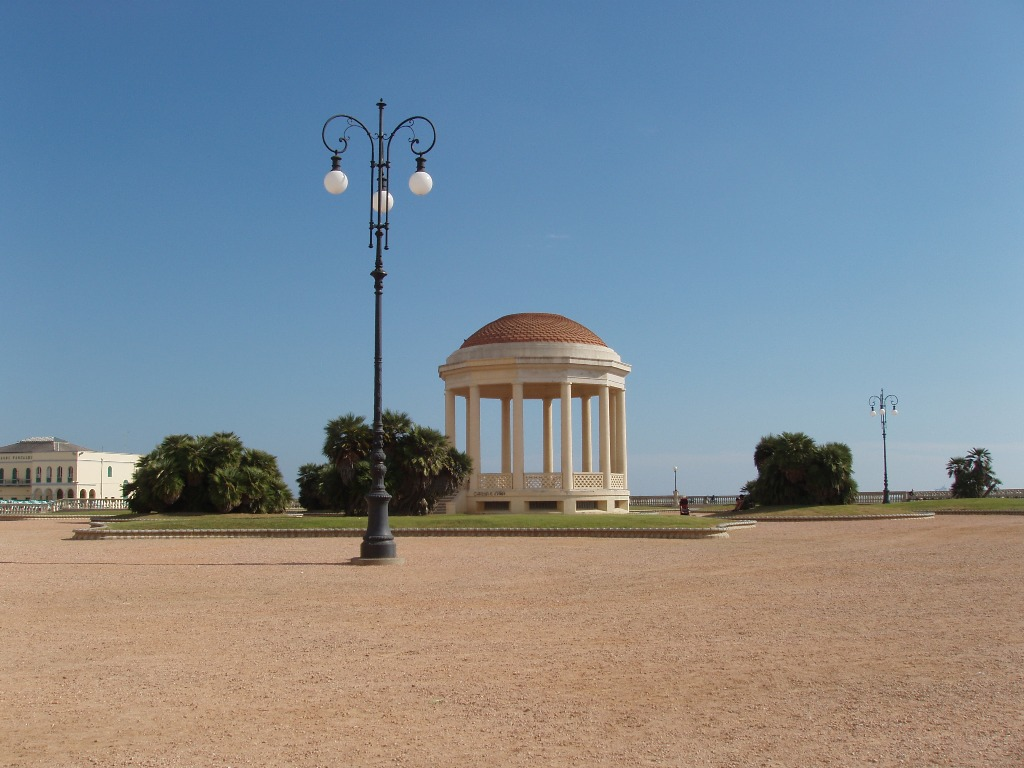
Gazebo della Terrazza Mascagni, Livorno (ricostruito)

Ghino Venturi (Pisa, 1884 – 1970) è stato un architetto e urbanista italiano, attivo soprattutto a Roma e nella Livorno degli anni trenta del Novecento.

## Percorso professionale
Il suo linguaggio espressivo, impostato su una semplificazione dell'architettura del passato, si avvicina idealmente a quello di Marcello Piacentini, con il quale ebbe occasione di collaborare, dapprima ai padiglioni dell'esposizione di Roma del 1911 e, successivamente, tra il 1920 e il 1922, nella realizzazione del cinema-teatro Savoja a Firenze, all'interno dello storico Palazzo dello Strozzino.
Nel 1921, con lo stesso Piacentini e Arnaldo Foschini, suo compagno di studi all'accademia romana di Belle Arti, progettò la sistemazione dell'area di Largo di Torre Argentina, a Roma.
Due anni dopo, nel 1923, fondò, insieme a Alberto Calza Bini e Vincenzo Fasolo, il Sindacato Fascista Architetti, proponendosi quindi tra gli architetti vicini al regime: dal 1928 al 1931 fece parte del direttorio nazionale e dal 1937 al 1939 fu segretario interprovinciale del Lazio.
Dal punto di vista strettamente professionale, gli anni trenta si aprono con una serie di grandi progetti, in cui sono forti le analogie con le proposte di Giuseppe Pagano per l'esposizione di Torino del 1928: tra il 1929 e il 1931 costruì i nuovi faraonici Spedali Riuniti di Livorno, ai quali fecero seguito la Colonia Regina Elena in località Calambrone presso Pisa (progettata nel 1931 e realizzata tra il 1932 e il 1933) e l'attiguo centro servizi (1932 - 1934).
La fama raggiunta col progetto del nosocomio livornese, porterà Venturi ad occuparsi, a partire dal 1930, del Presidio ospedaliero Cesare Zonchello di Nuoro.

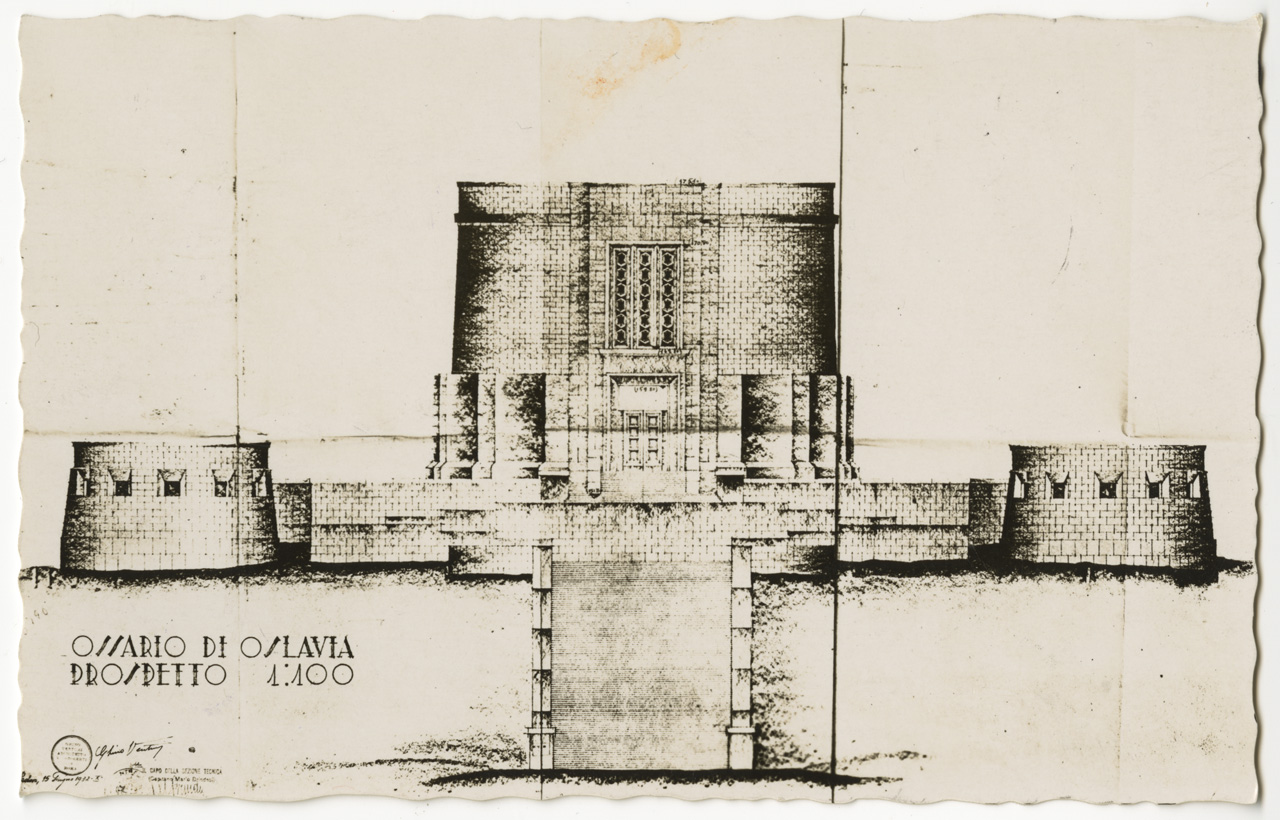
Progetto per il Sacrario militare di Oslavia

Sponsorizzato quindi dal gerarca livornese Costanzo Ciano, divenne architetto principale dell'Istituto Case Popolari di Livorno, disegnando la sede dello stesso istituto, i quartieri Garibaldi e Filzi, completando il quartiere della Stazione e intervenendo in molte altre zone della città. Le esigenze della classe operaia, strumentalizzate dalla propaganda del regime, portarono però ad una mera lottizzazione del territorio, con la creazione di alloggi supereconomici in quartieri privi di qualsiasi servizio.
Sempre a Livorno, edificò il padiglione per la musica del belvedere noto all'epoca come Terrazza Ciano (inaugurato il 27 settembre 1931, distrutto durante la seconda guerra mondiale e ricostruito nel 1998), mentre, nel 1936 fu autore della sede del quotidiano Il Telegrafo (ora Il Tirreno).
A Roma, intorno al 1934, costruì il Palazzo dell'INA in largo del Tritone.
Prima dello scoppio della seconda guerra mondiale innalzò il Sacrario militare di Oslavia, ultimato nel 1938.
Fu attivo anche nell'immediato dopoguerra; ad esempio, prese parte alle commissioni tecniche dei piani di ricostruzione dell'INA-Casa, rappresentando di fatto "l'anello di collegamento con la vecchia organizzazione sindacale fascista".
Ancora a Livorno fu impegnato nella nuova sede comunale (inizialmente pensata come museo civico) e si occupò della ricostruzione del Palazzo Granducale.